# Danh sách loài thuộc chi Terminalia
Dưới đây là danh sách các loài thực vật thuộc chi Terminalia, họ Combretaceae. Danh sách này được ghi theo Plants of the World Online, với 282 loài được ghi nhận tính đến  tháng 4 năm 2021:
- Terminalia actinophylla Mart.
- Terminalia acuminata (Allemão) Eichler
- Terminalia adamantium Cambess.
- Terminalia adenopoda Miq.
- Terminalia albida Scott Elliot
- Terminalia amazonia (J.F.Gmel.) Exell

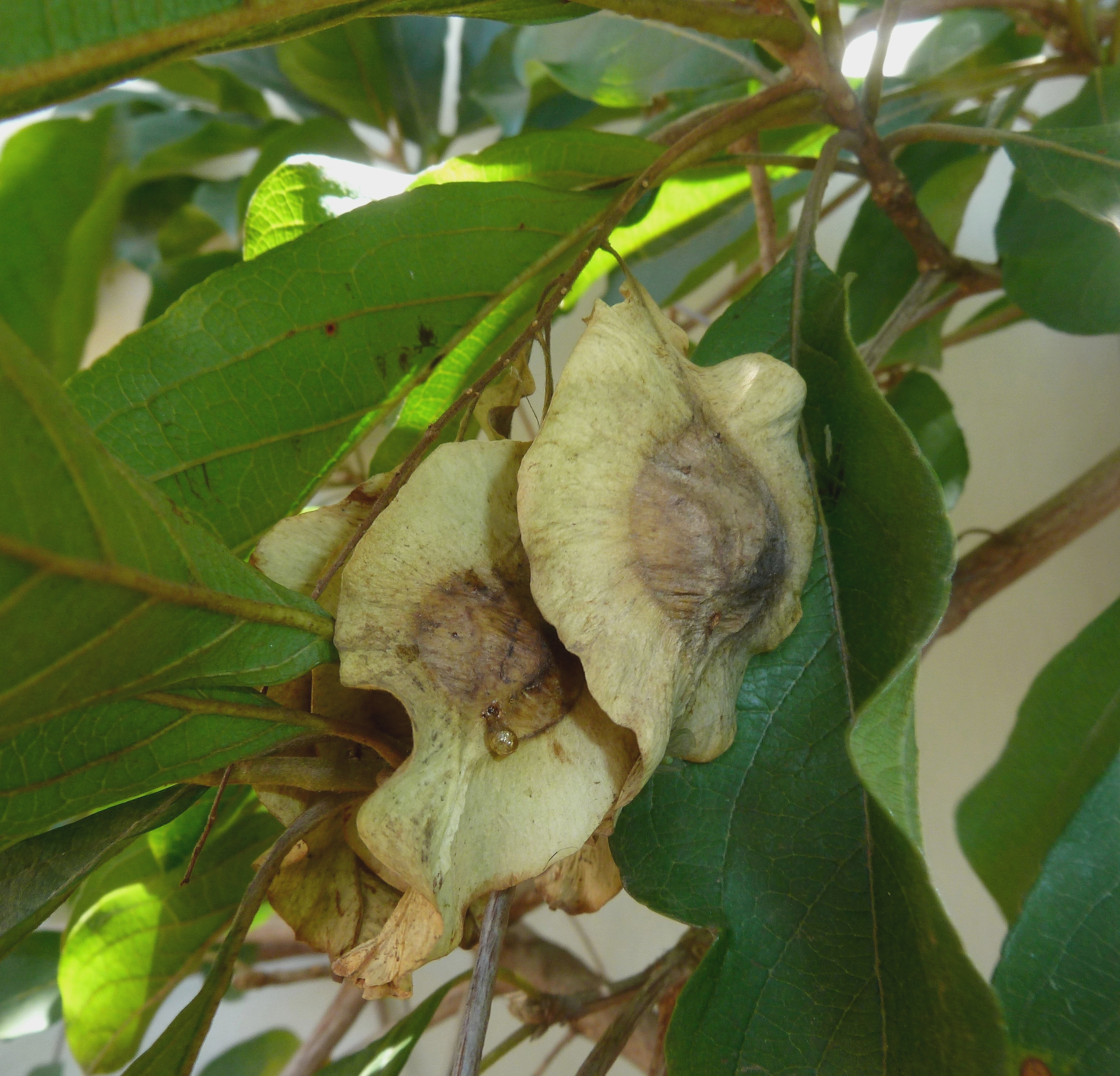
Quả Terminalia phanerophlebia

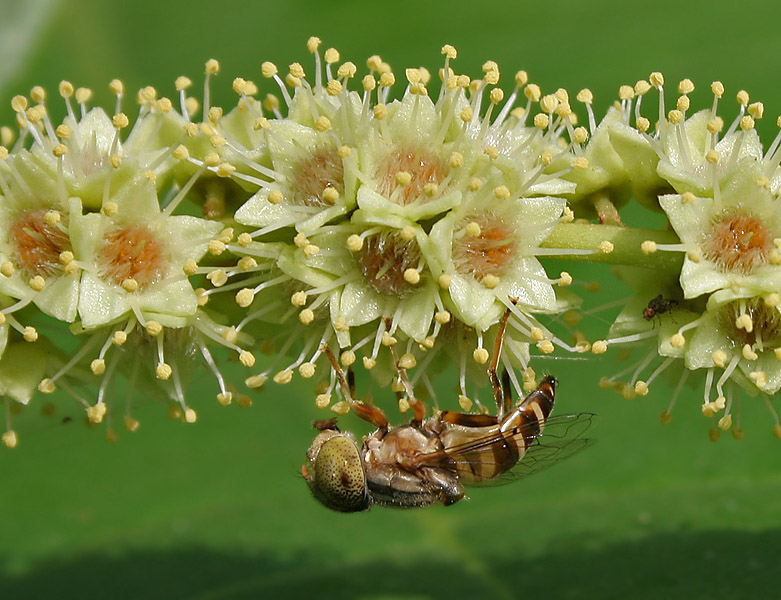
Hoa Terminalia catappa với một con ruồi giả ong - hình chụp gần.

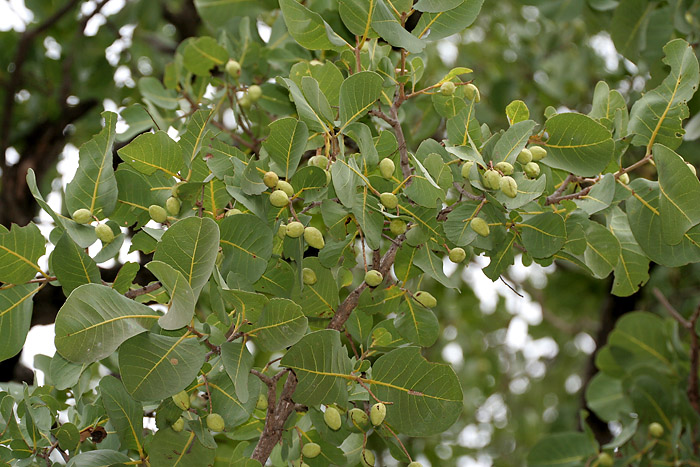
Terminalia pallida trong rừng Talakona, huyện Chittoor, bang Andhra Pradesh, Ấn Độ.

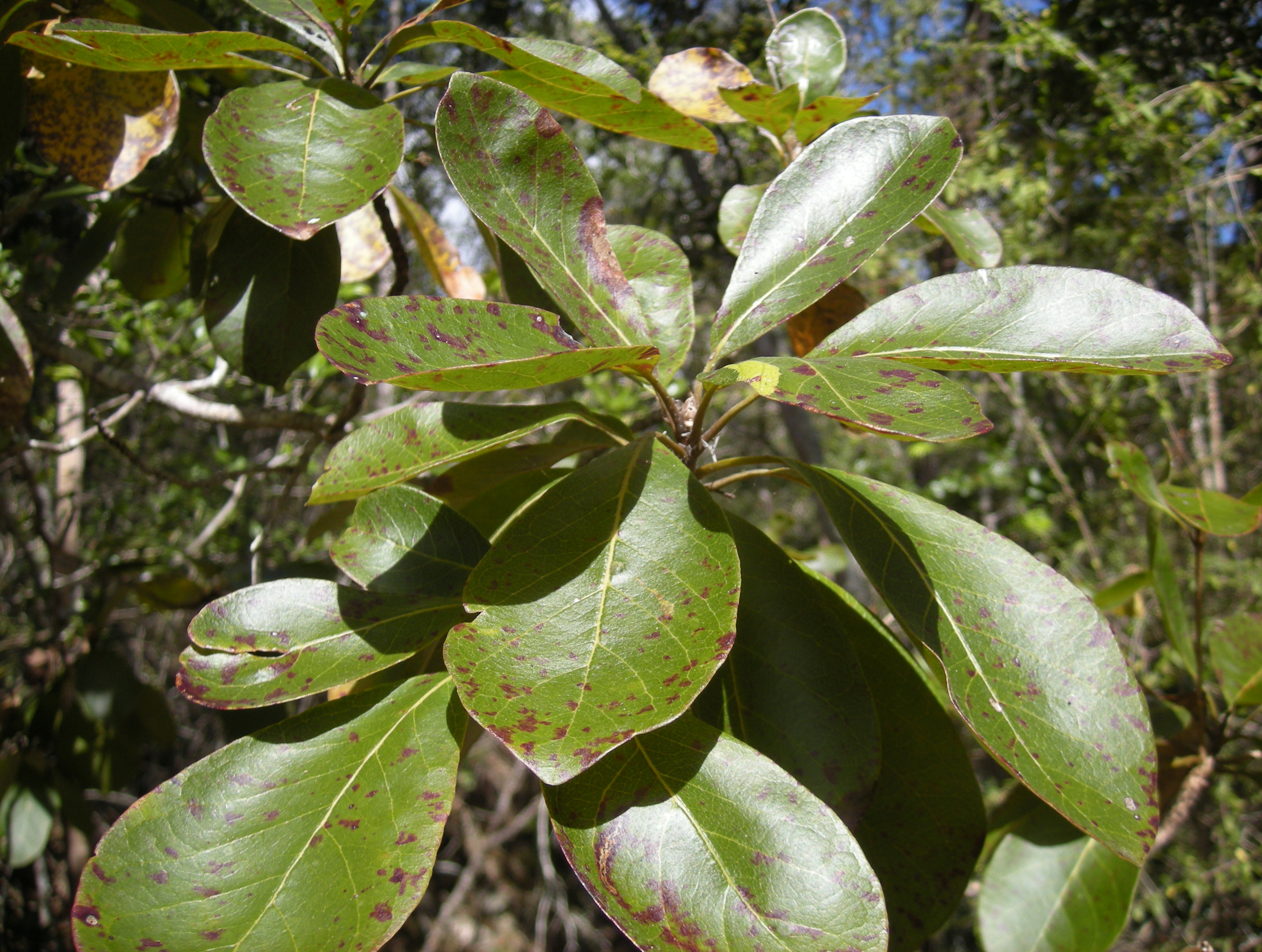
Lá và hoa Terminalia porphyrocarpa.

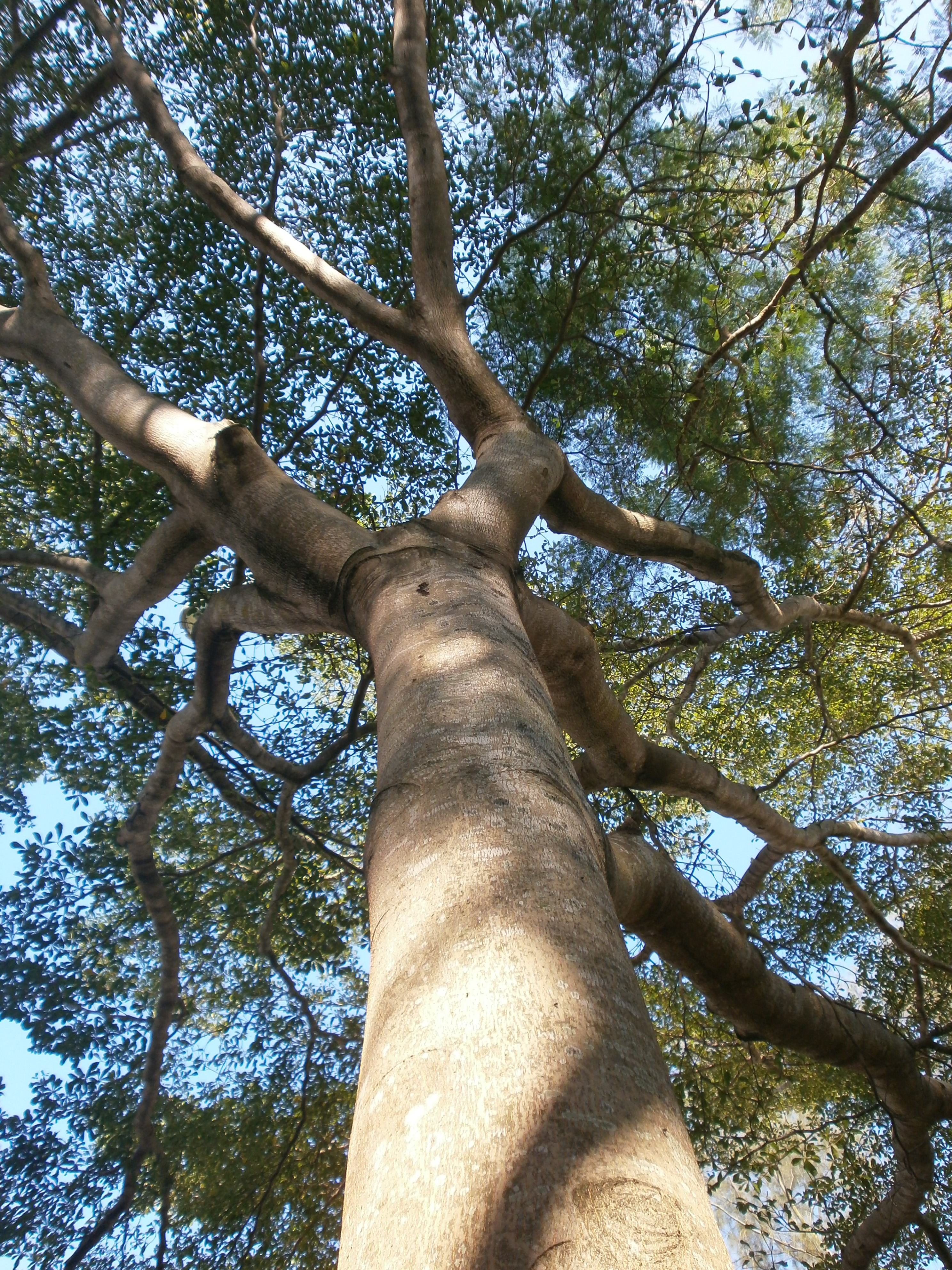
Cây Terminalia mantaly ở Hồng Kông.

- Terminalia anisoptera (Welw. ex M.A.Lawson) Gere & Boatwr.
- Terminalia ankaranensis Capuron
- Terminalia anogeissiana Gere & Boatwr.
- Terminalia apetala (Vollesen) Gere & Boatwr.
- Terminalia arbuscula Sw.
- Terminalia archboldiana Exell
- Terminalia archipelagi Coode
- Terminalia arenicola Byrnes
- Terminalia argentea Mart.
- Terminalia aridicola Domin
- Terminalia arjuna (Roxb. ex DC.) Wight & Arn.
- Terminalia aroldoi Bisse
- Terminalia arostrata Ewart & O.B.Davies
- Terminalia aubletii Gere & Boatwr.
- Terminalia australis Cambess.
- Terminalia avicapitis Coode
- Terminalia avicennioides Guill. & Perr.
- Terminalia barbosae (Exell) Gere & Boatwr.
- Terminalia basilei Chiov.
- Terminalia beccarii Exell
- Terminalia belini Capuron
- Terminalia bellirica (Gaertn.) Roxb.
- Terminalia bentii (Baker) Gere & Boatwr.
- Terminalia bentzoe (L.) L.f.
- Terminalia bialata (Roxb.) Steud.
- Terminalia bipleura Borhidi & O.Muñiz
- Terminalia boivinii Tul.
- Terminalia brachystemma Welw. ex Hiern
- Terminalia brassii Exell
- Terminalia brevipes Pamp.
- Terminalia brownii Fresen.
- Terminalia buceras (L.) C.Wright
- Terminalia bucidoides Standl. & L.O.Williams
- Terminalia burmanica King ex Prain
- Terminalia bursarina F.Muell.
- Terminalia calamansanai (Blanco) Rolfe
- Terminalia calcicola H.Perrier
- Terminalia calogemma Coode
- Terminalia calophylla Tul.
- Terminalia cambodiana Gagnep.
- Terminalia camuxa Pickel
- Terminalia canaliculata Exell
- Terminalia canescens (DC.) Radlk.
- Terminalia capitanea A.C.Sm.
- Terminalia capitulata Exell
- Terminalia carolinensis Kaneh.
- Terminalia catappa L.
- Terminalia celebica Exell
- Terminalia cephalota McPherson
- Terminalia chebula Retz.
- Terminalia cherrieri MacKee
- Terminalia citrina (Gaertn.) Roxb.
- Terminalia clemensae Exell
- Terminalia complanata K.Schum.
- Terminalia congesta (Ducke) Gere & Boatwr.
- Terminalia coronata (Stapf) Gere & Boatwr.
- Terminalia corrugata (Ducke) Gere & Boatwr.
- Terminalia corticosa Pierre ex Laness.
- Terminalia costaricensis (Stace) Gere & Boatwr.
- Terminalia crassipes Kaneh. & Hatus.
- Terminalia creaghii Ridl.
- Terminalia crebrifolia A.C.Sm.
- Terminalia crenata Tul.
- Terminalia crispialata (Ducke) Alwan & Stace
- Terminalia cunninghamii C.A.Gardner
- Terminalia cyanocarpa Capuron
- Terminalia darfeuillana Pierre ex Laness.
- Terminalia darlingii Merr.
- Terminalia densiflora Craib
- Terminalia dhofarica (A.J.Scott) Gere & Boatwr.
- Terminalia dichotoma G.Mey.
- Terminalia diptera (Sagra) Greuter & R.Rankin
- Terminalia disjuncta H.Perrier
- Terminalia divaricata H.Perrier
- Terminalia diversipilosa H.Perrier
- Terminalia domingensis Urb.
- Terminalia duckei Gere & Boatwr.
- Terminalia eddowesii Coode
- Terminalia eichleriana Alwan & Stace
- Terminalia elliptica Willd.
- Terminalia engleri Gere & Boatwr.
- Terminalia erici-rosenii R.E.Fr.
- Terminalia eriostachya A.Rich.
- Terminalia erythrocarpa F.Muell.
- Terminalia exelliana Capuron
- Terminalia exsculpta Tul.
- Terminalia fagifolia Mart.
- Terminalia fanshawei (Exell & Maguire) Gere & Boatwr.
- Terminalia fatraea (Poir.) DC.
- Terminalia ferdinandiana Exell
- Terminalia fitzgeraldii C.A.Gardner
- Terminalia flavicans Tul.
- Terminalia foetidissima Griff.
- Terminalia franchetii Gagnep.
- Terminalia gatopensis Guillaumin
- Terminalia gazensis Baker f.
- Terminalia glabrata G.Forst.
- Terminalia glabrescens Mart.
- Terminalia glaucifolia Craib
- Terminalia gossweileri Exell & J.G.García
- Terminalia gracilipes Capuron
- Terminalia gracilis Tul.
- Terminalia grandiflora Benth.
- Terminalia grandis (Ducke) Gere & Boatwr.
- Terminalia griffithsiana Liben
- Terminalia guaiquinimae Maguire & Exell
- Terminalia guyanensis Eichler
- Terminalia habeensis (Aubrév. ex Keay) Gere & Boatwr.
- Terminalia hadleyana W.Fitzg.
- Terminalia harmandii Gagnep.
- Terminalia hoehneana (N.F.Mattos) Gere & Boatwr.
- Terminalia hylobates Eichler
- Terminalia hylodendron (Mildbr.) Gere & Boatwr.
- Terminalia hypargyrea K.Schum. & Lauterb.
- Terminalia impediens Coode
- Terminalia ivorensis A.Chev.
- Terminalia januarensis DC.
- Terminalia kaernbachii Warb.
- Terminalia kaiseriana F.Hoffm.
- Terminalia kajewskii Exell
- Terminalia kanchii Dhabe
- Terminalia kangeanensis Slooten
- Terminalia katikii Coode
- Terminalia kilimandscharica Engl.
- Terminalia kjellbergii Exell
- Terminalia kleinii (Exell) Gere & Boatwr.
- Terminalia kuhlmannii Alwan & Stace
- Terminalia kumpaja R.L.Barrett
- Terminalia laeteviridis Gilg & Ledermann ex Engl.
- Terminalia latifolia Sw.
- Terminalia latipes Benth.
- Terminalia laxiflora Engl.
- Terminalia leandriana H.Perrier
- Terminalia leiocarpa (DC.) Baill.
- Terminalia litoralis Seem.
- Terminalia longespicata Slooten
- Terminalia lucida Hoffmanns. ex Mart.
- Terminalia lundquistii Exell
- Terminalia luteola A.C.Sm.
- Terminalia macadamii Exell
- Terminalia macrantha Rojo
- Terminalia macrophylla (Spruce ex Eichler) Gere & Boatwr.
- Terminalia macroptera Guill. & Perr.
- Terminalia macrostachya (Standl.) Alwan & Stace
- Terminalia maestrensis Bisse
- Terminalia mameluco Pickel
- Terminalia mantaliopsis Capuron
- Terminalia mantaly H.Perrier
- Terminalia maoi Dhabe
- Terminalia megalocarpa Exell
- Terminalia megalophylla (Van Heurck & Müll.Arg.) Gere & Boatwr.
- Terminalia melanocarpa F.Muell.
- Terminalia menezesii Mendes & Exell
- Terminalia microcarpa Decne.
- Terminalia modesta Tul.
- Terminalia molii Exell
- Terminalia molinetii M.Gómez
- Terminalia mollis M.A.Lawson
- Terminalia morobensis Coode
- Terminalia muelleri Benth.
- Terminalia myanmarensis W.J.Kress & DeFilipps
- Terminalia myriocarpa Van Heurck & Müll.Arg.
- Terminalia myrtifolia (M.A.Lawson) Gere & Boatwr.
- Terminalia narnorokensis H.Perrier
- Terminalia neglecta Bisse
- Terminalia neotaliala Capuron
- Terminalia nigrovenulosa Pierre
- Terminalia nipensis Alain
- Terminalia nitens C.Presl
- Terminalia nitidissima Rich.
- Terminalia novocaledonica Däniker
- Terminalia obidensis Ducke
- Terminalia oblonga (Ruiz & Pav.) Steud.
- Terminalia oblongata F.Muell.
- Terminalia ochroprumna (Eichler) Gere & Boatwr.
- Terminalia oliveri Brandis
- Terminalia ombrophila H.Perrier
- Terminalia orbicularis Engl. & Diels
- Terminalia oreadum Diels
- Terminalia orientensis Monach.
- Terminalia oryzetorum Craib
- Terminalia oxycarpa Mart.
- Terminalia oxyphylla Miq.
- Terminalia pachystyla Borhidi
- Terminalia pallida Brandis
- Terminalia pallidovirens (Cuatrec.) Gere & Boatwr.
- Terminalia paniculata Roth
- Terminalia papuana Exell
- Terminalia parvifolia (Ducke) Gere & Boatwr.
- Terminalia parvula Pamp.
- Terminalia pedicellata Nanakorn
- Terminalia pellucida C.Presl
- Terminalia pendula (Edgew.) Gere & Boatwr.
- Terminalia pennyana Anozie
- Terminalia perrieri Capuron
- Terminalia petiolaris A.Cunn. ex Benth.
- Terminalia phaeocarpa Eichler
- Terminalia phanerophlebia Engl. & Diels
- Terminalia phellocarpa King
- Terminalia phillyreifolia (Van Heurck & Müll.Arg.) Gere & Boatwr.
- Terminalia plagata Merr.
- Terminalia platyphylla F.Muell.
- Terminalia platyptera F.Muell.
- Terminalia polyantha C.Presl
- Terminalia polycarpa Engl. & Diels
- Terminalia porphyrocarpa F.Muell. ex Benth.
- Terminalia procera Roxb.
- Terminalia prostrata Pedley
- Terminalia prunioides M.A.Lawson
- Terminalia psilantha A.C.Sm.
- Terminalia pteleopsoides Exell
- Terminalia pterocarpa Melville & P.S.Green
- Terminalia pterocarya F.Muell.
- Terminalia pulcherrima (Exell & Stace) Gere & Boatwr.
- Terminalia quintalata Maguire
- Terminalia ramatuella Alwan & Stace
- Terminalia randii Baker f.
- Terminalia reitzii Exell
- Terminalia rerei Coode
- Terminalia rhopalophora Capuron
- Terminalia richii A.Gray
- Terminalia riedelii Eichler
- Terminalia rivularis (Gagnep.) Gere & Boatwr.
- Terminalia rostrata Fosberg & Falanruw
- Terminalia rubiginosa K.Schum.
- Terminalia rubricarpa Baker f.
- Terminalia rufovestita Capuron
- Terminalia sambesiaca Engl. & Diels
- Terminalia samoensis Rech.
- Terminalia schimperiana Hochst
- Terminalia scutifera Planch. ex M.A.Lawson
- Terminalia sepicana Diels
- Terminalia septentrionalis Capuron
- Terminalia sericea Burch. ex DC.
- Terminalia seyrigii (H.Perrier) Capuron
- Terminalia shankarraoi Dhabe
- Terminalia × silozensis Gibbs
- Terminalia simulans A.C.Sm.
- Terminalia slooteniana Exell
- Terminalia soembawana Slooten
- Terminalia solomonensis Exell
- Terminalia spinosa Engl.
- Terminalia steenisiana Exell
- Terminalia stenostachya Engl. & Diels
- Terminalia strigillosa A.C.Sm.
- Terminalia stuhlmannii Engl.
- Terminalia suaveolens (Eichler) Gere & Boatwr.
- Terminalia subacroptera Domin
- Terminalia subserrata H.Perrier
- Terminalia subspathulata King
- Terminalia sulcata Tul.
- Terminalia superba Engl. & Diels
- Terminalia supitiana Koord.
- Terminalia supranitifolia Byrnes
- Terminalia surigaensis Merr.
- Terminalia tetrandra (Danguy) Capuron
- Terminalia tetraphylla (Aubl.) Gere & Boatwr.
- Terminalia tetraptera (Wickens) Gere & Boatwr.
- Terminalia travancorensis Wight & Arn.
- Terminalia trichopoda Diels
- Terminalia tricristata Capuron
- Terminalia triflora (Griseb.) Lillo
- Terminalia tristis Gilg & Ledermann ex Engl.
- Terminalia tropophylla H.Perrier
- Terminalia uleana Engl. ex Alwan & Stace
- Terminalia ulexoides H.Perrier
- Terminalia urschii H.Perrier
- Terminalia valverdeae A.H.Gentry
- Terminalia vermae M.Gangop. & Chakrab.
- Terminalia virens (Spruce ex Eichler) Alwan & Stace
- Terminalia viridiflora (Ducke) Gere & Boatwr.
- Terminalia vitiensis A.C.Sm.
- Terminalia welwitschii
- Terminalia whitmorei Coode
- Terminalia yapacana Maguire
- Terminalia zeylanica Van Heurck & Müll.Arg.
- Terminalia zollingeri Exell